# Eiszeit
Eiszeit (нім. Льодовиковий період) — четвертий студійний альбом німецького гурту Eisbrecher, випущений 16 квітня 2010 року в Німеччині і 1 червня 2010 року в Сполучених Штатах Америки. Альбом було випущено в 3-х виданнях: стандартне – містить 10 пісень; делюкс-видання – містить 10 пісень з стандартного альбому, а також бонус-трек і 2 ремікси; лімітоване видання – містить делюкс-видання та 3 відео з концерту гурту в Штутгарті 2009 року.

## Список композицій

### Eiszeit
1. "Böse Mädchen" – 3:55
2. "Eiszeit" – 3:40
3. "Bombe" – 3:11
4. "Gothkiller (feat. Rob Vitacca)" – 3:50
5. "Die Engel" – 3:36
6. "Segne deinen Schmerz" – 4:19
7. "Amok" – 3:55
8. "Dein Weg" – 3:46
9. "Supermodel" – 3:35
10. "Der Hauch des Lebens" – 4:09

### Eiszeit (Deluxe Edition)
1. "Böse Mädchen" – 3:55
2. "Eiszeit" – 3:40
3. "Bombe" – 3:11
4. "Gothkiller (feat. Rob Vitacca)" – 3:50
5. "Die Engel" – 3:36
6. "Segne deinen Schmerz" – 4:19
7. "Amok" – 3:55
8. "Dein Weg" – 3:46
9. "Supermodel" – 3:35
10. "Der Hauch des Lebens" – 4:09
11. "Kein Wunder" – 4:51
12. "Amok (Renegade Remix)" – 5:42
13. "Schwarze Witwe (Remix)" – 3:52

### Eiszeit (Limited Edition)

#### CD
1. "Böse Mädchen" – 3:55
2. "Eiszeit" – 3:40
3. "Bombe" – 3:11
4. "Gothkiller (feat. Rob Vitacca)" – 3:50
5. "Die Engel" – 3:36
6. "Segne deinen Schmerz" – 4:19
7. "Amok" – 3:55
8. "Dein Weg" – 3:46
9. "Supermodel" – 3:35
10. "Der Hauch des Lebens" – 4:09
11. "Kein Wunder" – 4:51
12. "Amok (Renegade Remix)" – 5:42
13. "Schwarze Witwe (Remix)" – 3:52

#### Бонус DVD
1. "Vergissmeinnicht - Live (Bonus)" – 3:59
2. "Leider - Live (Bonus)" – 4:10
3. "Heilig - Live (Bonus)" – 5:01

## Чарти
| Чарт (2010)             | Місце |
| ----------------------- | ----- |
| Media Control Charts    | 5     |
| Ö3 Austria Top 40       | 34    |
| Swiss Music Charts      | 76    |
| European Top 100 Albums | 25    |

## Склад гурту
- Александер Вессельські – вокал
- Ноель Пікс – музичні інструменти